# Оперативный центр
«Оперативный центр» (англ. OP Center) — мини-сериал, снятый по мотивам произведений Тома Клэнси и Стива Печеника, главными героями которого являются сотрудники новейшего оперативного разведывательного центра США. Официальное его название звучит примерно как: Национальный центр по разрешению чрезвычайных ситуаций. Однако, герои в книге и фильме пользуются простым обозначением «Оп-центр» или «ОЦ».

## Сюжет
В США начинает работу новый разведывательный центр по разрешению кризисных ситуаций в любой точке мира, именуемый просто «Оперативный центр» или «Оп-центр». Директором центра назначен сорокалетний Пол Худ.
В то же время на Украине бывший полковник КГБ Юрий Столыпин похищает три ядерные боеголовки, предназначенные для демонтажа в результате программы разоружения. Команда Оп-Центра вычисляет, что боеголовки могут быть транспортированы по одной из рек Украины к Чёрному морю, а оттуда через пролив Босфор — в Средиземное.
Пол Худ контактирует с российским посольством в США, и один из российских дипломатов по фамилии Боро́да передаёт Полу досье на Столыпина. 
В это время Худ входит в контакт с агентом Моссада Верховым, который выражает озабоченность инцидентом на Украине.
Большую проблему для команды Худа представляет утечка информации. Представительница прессы Кейт Майклз, вступив в интимную связь с Президентом, выпытывает у него детали операции и сообщает их израильтянам. Пол Худ совместно с членами его команды разрабатывает план, согласно которому Президенту подсовывают дезинформацию и ждут, когда она всплывёт. После встречи с Президентом Кейт передаёт ложную информацию Верхову, и спецслужбы Израиля немедленно отреагировали. Это доказало связь Майклз с разведкой Израиля, и Президент прекратил свои контакты с Кейт, тем самым отрезав её от информации, что позволило Оп-Центру продолжать операцию.
После того, как Моссад остался без источника информации, Худ вторично встречается с Верховым, который передаёт  ему дело предполагаемого покупателя Абдуля Фазаби.
Группа оперативников Оп-центра с помощью нейтронного сканера, спрятанного на обычном прогулочном катере, сканирует судно, на котором перевозят боеголовки. Перехватив корабль в Босфоре, они добывают доказательство присутствие боеголовок на борту.
Тем временем, Фазаби выследили в Нью-Йорке и спланировали его арест в одном из тайных публичных домов. Арест должен произойти одновременно с захватом судна с боеголовками. Но в момент ареста появляется Верхов и выпускает автоматную очередь в Фазаби, ранив при этом нескольких агентов ФБР. Сам же Верхов был убит в перестрелке. Тем временем группа американского спецназа начинает штурм корабля с боеголовками. В результате штурма 4 солдат получили ранения, но груз был взят, а Столыпин был захвачен живым. Белый дом днём позже признал операцию прекрасно проведенной.
Второй сюжетной линией являются отношения Худа с женой Джейн. В одном из разговоров он заявляет ему, что многое изменилось с тех пор, как они поженились 11 лет назад. У них нет ни друзей, ни интимной жизни. Они говорят только о детях, а всё остальное «секретно». К тому же, охрана директора, следящая за его домом, заметила, что жена Худа встречается с неким адвокатом. Но в конце фильма, когда Худ возвращается домой, Джейн извиняется перед ним и говорит, что любит его.
По сравнению с книгами, сюжет фильма сильно упрощён, а сами персонажи выглядят крайне блекло по сравнению со своими книжными копиями. Сама лента скорее напоминает вяло текущую короткометражную мыльную оперу, в отличие от книжной версии, где действие развивается весьма энергично. Возможно, если бы создатели взялись за экранизацию одной из книг, где действия развиваются в киношной манере, фильм имел бы больший успех. А в существующем виде он скорее интересен немногочисленным поклонникам серии книг «Оп-центр».

## Факты
- В первой книге из серии «Оп-центр» действие разворачивается вокруг конфликта Северной и Южной Кореи, а не в России. В Россию действие переносится в следующий книге «Зеркальное отражение», но сюжет этой части полностью отличается от того, что в фильме.
- В начале фильма президент представляет Худа на пресс-конференции, как директора нового центра. Однако, по книге существование ОЦ засекречено. Также, в начале Худ знакомится с Роджерсом, но по книге они уже давно были хорошими друзьями.
- Штурм корабля небольшой спецгруппой также присутствует в игре Tom Clancy’s Rainbow Six: Rogue Spear и Call of duty 4: Modern warfare.
- Корабль с боеголовками штурмует отряд сил специального назначения США («Зеленые береты»). Об этом свидетельствуют нашивки на их форме. Однако, в жизни при проведении подобных операций солдаты не имеют на форме никаких нашивок, дабы их невозможно было идентифицировать.[источник не указан 3716 дней] К тому же, по книге, в состав Оп-центра входила специальная группа «Страйкер», выполнявшая подобную работу.